# Oreophylax
Oreophylax is een voormalig geslacht van zangvogels uit de familie ovenvogels (Furnariidae). De soorten zijn tegenwoordig ingedeeld bij het geslacht Asthenes.

## Soorten
Het geslacht kent de volgende soort:
- Oreophylax moreirae ( Itatiaiastekelstaart)